# Сага про Сонценосців
«Сага про Сонценосців» — героїчно-фентезійна серія-коміксів про пригоди вікінгів та їх подорож у невідоме, від автора Дениса Скорбатюка.

## Історія
Перший випуск вийшов 2017 року у видавництві UA Comix. Сценаристом першого випуску був Денис Скорбатюк, за малюнок відповідав Артем Бурлик, редагував текст Вадим Штанько. Другий випуск вийшов 19 вересня 2019 року, Скорбатюк залишився сценаристом, коли художником коміксу тепер був Валентин Колонтай.

## Синопсис
Коли на землю спустилася вічна ніч і непроглядна темрява вкрила людські королівства, далекий північний острів Фарінмарк виявився відрізаним від інших поселень. Залишившись в повній ізоляції, жителям острова не залишається нічого іншого, окрім як звернутися до давньої легенди...

## Інформація про видання
| #                            | Назва                           | Дата публікації              | Вид                          | Обкладинка                   | Розміри                      | Стр                          | ISBN                         |
| Сага про Сонценосців (2017-) | Сага про Сонценосців (2017-)    | Сага про Сонценосців (2017-) | Сага про Сонценосців (2017-) | Сага про Сонценосців (2017-) | Сага про Сонценосців (2017-) | Сага про Сонценосців (2017-) | Сага про Сонценосців (2017-) |
| ---------------------------- | ------------------------------- | ---------------------------- | ---------------------------- | ---------------------------- | ---------------------------- | ---------------------------- | ---------------------------- |
| 1                            | Випуск перший: «Згасанок»       | 2017                         | синґл                        | м'яка, скоба                 | 165x260 мм                   | 36                           | ISBN 9789661517430           |
| 2                            | Випуск другий: «Забрамний край» | 18 вересня 2019              | синґл                        | м'яка, скоба                 | 165x260 мм                   | 44                           | ISBN 9786177595556           |
| 3                            | Випуск третій                   | Н/Д                          | синґл                        | м'яка, скоба                 | 165x260 мм                   | Н/Д                          | ISBN TBA                     |